# Jotter
Ручка Parker Jotter — вторая и самая продаваемая многоразовая шариковая и перьевая ручка компании Parker Pen Company. Как и многие другие шариковые ручки, её шариковый вариант может быть преобразован в гелевую ручку путём замены стержня. С 1954 по всему миру было продано более 750 миллионов штук. Цена в среднем варьируется между 6 и 20 USD. Внешний дизайн стержня и конфигурация теперь используется многими другими производителями. Jotter являлась самой любимой ручкой президента США Джона Кеннеди.

## Описание
Первоначально, в 1954 году, верхняя часть ручки (т. н. «бочка») производилась в чёрном, сером, зелёном и красном цветах. Больше цветов появилось через год — начали производиться бирюзовый, коралловый, синий, угольный, золотой и серо-зелёный. Кроме того, было ещё произведено 100 тыс. образцов из прозрачного нейлона и неизвестное кол-во образцов из белого пластика, которые являются особенно дорогими и очень ценятся коллекционерами Jotter. В последующие 60+ лет производства, данные ручки были произведены во множестве цветов. По состоянию на январь 2017 года, было изготовлено более 100 различных цветов. В какое-то время компания исследовала идею производства верхней части ручки из смешивающегося пластика различных цветов, но в конце концов данная концепция так и не была внедрена, так как не было найдено решение поддержания одинакового рисунка на двух различных ручках. Так называемый «женский» Jotter был уменьшенной версией оригинала. Он был изготовлен в начале 1960-х годов и был популярен в течение некоторого времени.